# Schubertiade di Schwarzenberg e Hohenems
La Schubertiade di Schwarzenberg e Hohenems è un festival musicale a Schwarzenberg e Hohenems nel Vorarlberg (Austria).

## Descrizione
Con circa 80 eventi che attirano ogni anno da 35.000 a 40.000 visitatori la Schubertiade di Schwarzenberg e Hohenems è uno dei più noti festival schubertiani. Si presentano concerti di musica da camera, recital di pianoforte e concerti per orchestra, concerti liederistici, letture e conferenze e masterclass di artisti rinomati.